# Монна Дельза
Монна Дельза (урождённая Маргарита Делесаль) (фр. Monna Delza ; 26 сентября 1882, Париж —
5 мая 1921, там же) — французская театральная актриса

, графиня.

## Биография
Родилась в семье фабричного механика и швеи-надомницы. Несмотря на скромный достаток, по вечерам брала уроки актёрского мастерства. В течение нескольких лет безуспешно принимала участие в прослушиваниях. Мечты её воплотились в реальность в 1907 году. Драматург Гастон Арман де Кайя, встретившись с ней, пригласил её попробовать свои силы на театральной сцене.
Дебютировала в 1910 году в театре Théâtre du Gymnase Marie-Bell и вскоре стала пользоваться большим успехом. Критики отмечали талант и естественность актрисы, не получившей специального образования.
Играла на сценах ряда парижских театров (Театр Буфф-Паризьен, Театр Пале-Рояль, Театр Елисейских полей, Théâtre du Vaudeville, Théâtre Michel, Théâtre Femina, Théâtre de la Porte-Saint-Martin, Théâtre de l’Ambigu-Comique, Théâtre de Paris, Théâtre Édouard-VII, Théâtre de l’Athénée Louis-Jouvet и др.) в пьесах Мориса Геннекена, Мориса Доннэ, Анри Лаведана, Гастона Леру, Эжена Марселя Прево, Эмиля Фабра, Робера де Флера и других.
В 1910-е годы славилась изысканными нарядами. Благодаря красоте, грации и утончённой элегантности накануне Первой мировой войны была музой великих кутюрье, таких как Поль Пуаре и парижского дома моды Bechoff-David & Cie. Служила моделью для художников Леонетто Каппелло и Альбера Депре. Статья в «New York Times», посвящённая ей, обратила внимание на то, что 40 000 долларов в год едва ли достаточно для покрытия её расходов только на платья! Поклонники, машины, украшения, меха окружали Монну Дельза, олицетворявшую очарование довоенного Парижа.
В октябре 1914 года вышла замуж за молодого графа Кристиана Теодора Стефана Годфруа Бодуэна Патримонно, погибшего на фронте Первой мировой войны в 1918 году. Долги вынудили её вернуться на сцену.
В 1921 году заболела «испанкой» и умерла в Париже. Похоронена на кладбище Монпарнас.